# Rally della Costa d'Avorio
Il Rally della Costa d'Avorio (in francese la denominazione ufficiale è Rallye de Côte d'Ivoire), noto anche come Rallye Bandama, per il fatto che il rally si svolge nelle strade della Regione del Bandama Sud in Costa d'Avorio, è stato prova del Campionato del mondo rally dal 1976 al 1992.

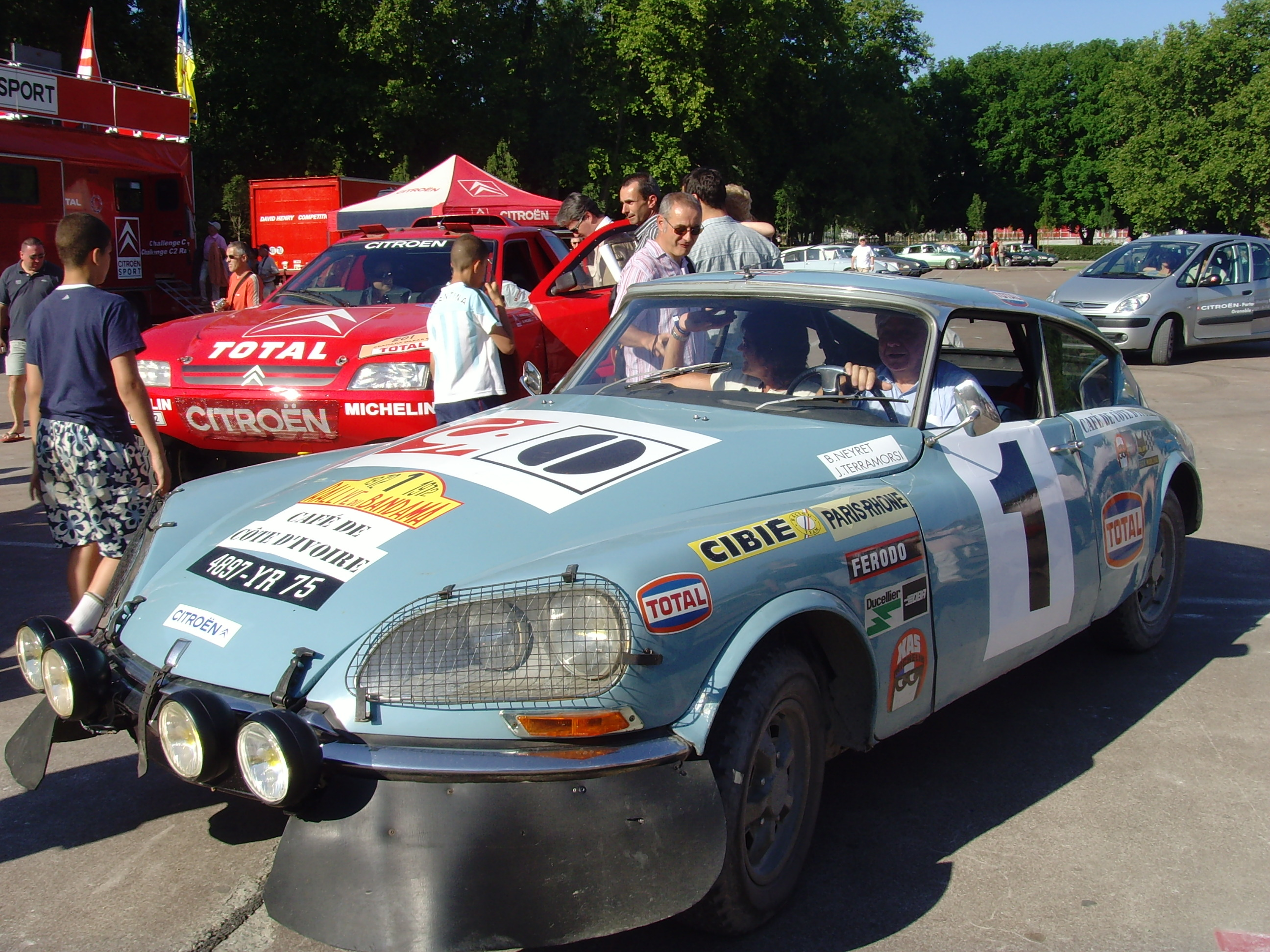
Citroen DS Rallye Prototype al Citroen Sport Classique Meeting 2007 a Grenoble

## Albo d'oro
| Anno | Denominazione                                  | Pilota                                                 | Vettura                                                | Validità                  |
| ---- | ---------------------------------------------- | ------------------------------------------------------ | ------------------------------------------------------ | ------------------------- |
| 1969 | 1° Rallye du Bandama Marathon de Côte d'Ivoire | Marc Gérenthon                                         | Renault 8 Gordini                                      |                           |
| 1970 | 2° Rallye du Bandama Marathon de Côte d'Ivoire | Hans Schüller                                          | Datsun 1600 SSS                                        |                           |
| 1971 | 3° Rallye du Bandama                           | Bob Neyret                                             | Peugeot 504 Ti                                         |                           |
| 1972 | 4° Rallye du Bandama                           | Nessun equipaggio ha concluso il rally                 | Nessun equipaggio ha concluso il rally                 |                           |
| 1973 | 5° Rallye du Bandama                           | Edgar Herrmann                                         | Datsun 1800 SSS                                        |                           |
| 1974 | 6° Rallye du Bandama                           | Timo Mäkinen                                           | Peugeot 504                                            |                           |
| 1975 | 7° Rallye du Bandama                           | Bernard Consten                                        | Peugeot 504                                            |                           |
| 1976 | 8° Rallye du Bandama                           | Timo Mäkinen                                           | Peugeot 504 Coupé V6                                   | Campionato ivoriano rally |
| 1977 | 9° Rallye Bandama Côte d'Ivoire                | Andrew Cowan                                           | Mitsubishi Colt Lancer                                 | Coppa FIA piloti          |
| 1978 | 10° Rallye Bandama Côte d'Ivoire               | Jean-Pierre Nicholas                                   | Peugeot 504 V6 Coupé                                   | WRC                       |
| 1979 | 11° Rallye Bandama Côte d'Ivoire               | Hannu Mikkola                                          | Mercedes-Benz 450 SLC                                  | WRC                       |
| 1980 | 12° Rallye Côte d'Ivoire                       | Björn Waldegård                                        | Mercedes 500 SLC                                       | WRC                       |
| 1981 | 13° Rallye Côte d'Ivoire                       | Timo Salonen                                           | Datsun Violet GT                                       | WRC                       |
| 1982 | 14° Marlboro Rallye Côte d'Ivoire              | Walter Röhrl                                           | Opel Ascona 400                                        | WRC                       |
| 1983 | 15° Rallye Côte d'Ivoire                       | Björn Waldegård                                        | Toyota Celica TCT                                      | WRC                       |
| 1984 | 16° Rallye Côte d'Ivoire                       | Svezia Stig Blomqvist                                  | Audi Sport quattro S1                                  | WRC                       |
| 1985 | 17° Rallye Côte d'Ivoire                       | Juha Kankkunen                                         | Toyota Celica TCT                                      | WRC                       |
| 1986 | 18° Rallye Côte d'Ivoire                       | Björn Waldegård                                        | Toyota Celica TCT                                      | WRC                       |
| 1987 | 19° Rallye Côte d'Ivoire                       | Kenneth Eriksson                                       | Volkswagen Golf GTI 16V                                | WRC                       |
| 1988 | 20° Marlboro Rallye Cote d'Ivoire              | Alain Ambrosino                                        | Nissan 200SX                                           | WRC                       |
| 1989 | 21° Rallye Côte d'Ivoire                       | Alain Oreille                                          | Renault 5 GT Turbo                                     | WRC                       |
| 1990 | 22° Rallye Cote d'Ivoire                       | Patrick Tauziac                                        | Mitsubishi Galant VR-4                                 | WRC                       |
| 1991 | 23° Rallye Cote d'Ivoire - Bandama             | Kenjirō Shinozuka                                      | Mitsubishi Galant VR-4                                 | WRC                       |
| 1992 | 24° Rallye Cote d'Ivoire - Bandama             | Kenjirō Shinozuka                                      | Mitsubishi Galant VR-4                                 | WRC                       |
| 1993 | 25° Rallye Bandama - Côte d'Ivoire             | Patrice Servant                                        | Audi Coupé S2                                          | ARC                       |
| 1994 | 26° Rallye de Cote d'Ivoire Bandama            | Patrice Servant                                        | Audi Coupé S2                                          | ARC                       |
| 1996 | 27° Rallye de Cote d'Ivoire - Bandama          | Alain Ambrosino                                        | Mitsubishi Lancer Evo III                              | Campionato ivoriano rally |
| 1997 | 28° Rallye de Cote d'Ivoire - Bandama          | Alain Ambrosino                                        | Mitsubishi Lancer Evo III                              | ARC                       |
| 1998 | 29° Rallye de Cote d'Ivoire - Bandama          | Patrice Servant                                        | Peugeot 106                                            | ARC                       |
| 1999 | 30° Rallye de Cote d'Ivoire - Bandama          | Marc Molinié                                           | Toyota Celica RA40                                     | ARC                       |
| 2001 | 31° Rallye de Cote d'Ivoire - Bandama          | Bob Colsoul                                            | Mitsubishi Lancer Evo VI                               | Campionato ivoriano rally |
| 2003 | 32° Rallye de Cote d'Ivoire - Bandama          | Bakary Fane                                            | Subaru Impreza GT Turbo                                | Campionato ivoriano rally |
| 2006 | 34° Rallye de Cote d'Ivoire - Bandama          | Patrick Emontspool                                     | Subaru Impreza STi N12                                 | ARC                       |
| 2007 | Rallye de Cote d'Ivoire - Bandama 2007         | L'evento è stato cancellato                            | L'evento è stato cancellato                            | Campionato ivoriano rally |
| 2009 | 35° Rallye Côte d'Ivoire - Bandama             | Moriféré Soumaoro                                      | Mitsubishi Lancer Evo IX                               | Campionato ivoriano rally |
| 2010 | 36° Rallye Côte d'Ivoire - Bandama             | L'evento è stato cancellato a causa di motivi politici | L'evento è stato cancellato a causa di motivi politici | Campionato ivoriano rally |
| 2011 | 37° Rallye Côte d'Ivoire - Bandama             | Moriféré Soumaoro                                      | Mitsubishi Lancer Evo IX                               | Campionato ivoriano rally |
| 2012 | 38° Rallye Cote d'Ivoire - Bandama             | Moriféré Soumaoro                                      | Mitsubishi Lancer Evo IX                               | Campionato ivoriano rally |
| 2013 | 39° Rallye Bandama - Cote d'Ivoire             | Bakary Fane                                            | Subaru Impreza STi N12                                 | ARC                       |
| 2014 | 40° Rallye Bandama - Côte d'Ivoire             | Gary Chaynes                                           | Mitsubishi Lancer Evo IX                               | ARC                       |
| 2015 | 41° Rallye Bandama - Côte d'Ivoire             | Gary Chaynes                                           | Mitsubishi Lancer Evo IX                               | ARC                       |
| 2016 | 42° Rallye Bandama - Côte d'Ivoire             | Gary Chaynes                                           | Mitsubishi Lancer Evo IX                               | ARC                       |
| 2017 | 43° Rallye Bandama - Côte d'Ivoire             | Moriféré Soumaoro                                      | Mitsubishi Lancer Evo X                                | ARC                       |
| 2018 | 44° Rallye Bandama - Côte d'Ivoire             | Gary Chaynes                                           | Mitsubishi Lancer Evo X                                | ARC                       |
| 2019 | 45° Rallye Bandama - Côte d'Ivoire             | Manvir Singh Baryan                                    | Škoda Fabia R5                                         | ARC                       |
| 2021 | 46° Rallye Bandama - Côte d'Ivoire             | Gary Chaynes                                           | Mitsubishi Lancer Evo X                                | ARC                       |
| 2021 | 47° Rallye Bandama - Côte d'Ivoire             | Gary Chaynes                                           | Mitsubishi Lancer Evo IX                               | Campionato ivoriano rally |
| 2022 | 48° Rallye Bandama - Côte d'Ivoire             | Leroy Gomes                                            | Mitsubishi Lancer Evo IX                               | ARC                       |
| 2023 | 49° Rallye Côte d’Ivoire - Bandama             | Gary Chaynes                                           | Mitsubishi Lancer Evo X                                | ARC                       |
| 2024 | 50° Rallye Côte d’Ivoire - Bandama             | Gary Chaynes                                           | Citroën C3 Rally2                                      | Campionato ivoriano rally |
| 2025 | 51° Rallye Côte d’Ivoire - Bandama             | Maxime Abondio                                         | Mitsubishi Mirage RS Proto                             | Campionato ivoriano rally |